# Wire in the Blood
Wire in the Blood è una serie televisiva britannica, tratta dall'omonimo romanzo.
In Italia è conosciuta anche col titolo  alternativo di Connessione di sangue.

## Trama
La trama è ambientata nella città immaginaria di Bradfield e segue le vicende della polizia locale, alle prese con numerosi serial killers. A dare una mano, lo stravagante e acuto profiler Tony Hill. 

## Stagioni ed episodi
| Stagione | Episodi | Anno |
| -------- | ------- | ---- |
| Prima    | 3       | 2002 |
| Seconda  | 4       | 2004 |
| Terza    | 4       | 2005 |
| Quarta   | 4       | 2006 |
| Quinta   | 5       | 2007 |
| Sesta    | 4       | 2008 |

## Produzione e distribuzione
Sono state realizzate 6 stagioni e sono andate in onda, oltre che in Gran Bretagna, anche in Nuova Zelanda ed Australia. Negli USA è stata distribuita dalla piattaforma Hulu, mentre in Italia da Prime Video. 
La serie è stata cancellata nel 2009 a causa di un elevato budget (circa 750 000 sterline ad episodio) e per altre produzioni similari a cui ITV stava lavorando.

## Accoglienza
Ciascun episodio è stato visto in Gran Bretagna da almeno 5 milioni di spettatori. Il record è stato di 8 milioni per la prima puntata della prima stagione. 
Sul sito Internet Movie Database è accolto positivamente, con una votazione pari a 8,3 su 10 da più di 7000 utenti.